# Bezdan

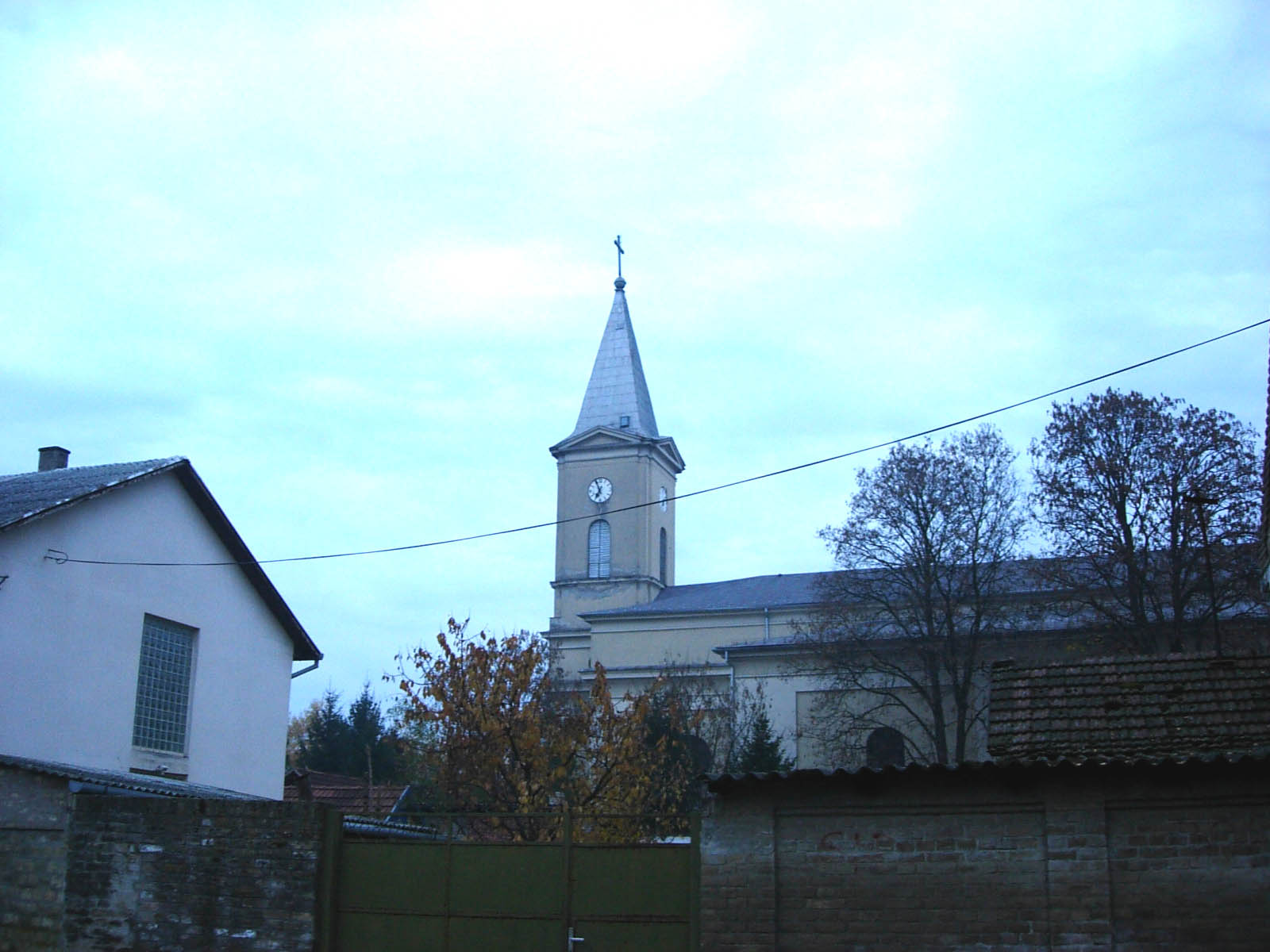
Die katholische Kirche von Bezdan

Bezdan (serbisch-kyrillisch Бездан, ungarisch Bezdán, deutsch Bezdan) ist eine Siedlung in Serbien mit 5.263 Einwohnern (Volkszählung 2002). Der Ort gehört administrativ zur Stadtgemeinde Sombor in der nordserbischen autonomen Provinz Vojvodina. Bezdan gehört zu den älteren Siedlungen in der Vojvodina. Erstmals erwähnt wurde es 1305 als Battyan.

## Geografie
Bezdan ist sechs Kilometer von der kroatischen und zehn von der ungarischen Grenze sowie 18 km von Sombor entfernt. Es liegt am linken Ufer der Donau, im Flachland, auf einer Meereshöhe von 90 m. Der Ort wird häufig auch als „Wassersiedlung“ bezeichnet, da er von vielen Wasserläufen, insbesondere dem Großen Batschka-Kanal und dessen Seitenkanälen umgeben ist.
Besonders auffallend sind die bewaldeten Flächen (mehr als 10 %), die für die Siedlungen in der Vojvodina nicht charakteristisch sind.

## Bevölkerungsentwicklung
- 1831: 6.300
- 1961: 6.813
- 1971: 6.427
- 1981: 6.085
- 1991: 5.472
- 2002: 5.263

Entsprechend der Volkszählung 2002 waren 56,68 % der Einwohner Ungarn, 23,86 % Serben und 8,05 % Kroaten.